# 我的兄弟情人系列
《我的兄弟情人系列》，2016年泰國電視劇 。由Chaiya Jirapirom、Patpasit Songkla等主演。
2016年12月11日，《我的兄弟情人系列》第一季正式於MCOT及LINE TV播映。
2017年2月26日，《我的兄弟情人系列》第一季共十二集已經全部播映完畢，製作公司並已確認將有第二季。